# 実力
| ウィキペディアには「実力」という見出しの百科事典記事はありません（タイトルに「実力」を含むページの一覧/「実力」で始まるページの一覧）。 代わりにウィクショナリーのページ「実力」が役に立つかもしれません。 |